# Кеяну-Мік (Бістріца-Несеуд)
Кеяну-Мік (рум. Căianu Mic) — село у повіті Бистриця-Несеуд в Румунії. Адміністративний центр комуни Кеяну-Мік.
Село розташоване на відстані 345 км на північний захід від Бухареста, 28 км на північний захід від Бистриці, 66 км на північний схід від Клуж-Напоки.

## Населення
За даними перепису населення 2002 року у селі проживали 1518 осіб, з них 1512 осіб (99,6%) румунів. Рідною мовою 1514 осіб (99,7%) назвали румунську.